# Szpilowłoska jurueńska
Szpilowłoska jurueńska (Acanthoscurria juruenicola) – gatunek pająka z rodziny ptasznikowatych.
Gatunek ten opisał w 1923 roku Cândido Firmino de Mello-Leitão.
Pająk osiąga około 56,5 mm długości ciała i jest ubarwiony kasztanowobrązowo. Kremoworóżowe, krótkie szczecinki tworzą obrzeżenie karapaksu oraz po dwa podłużne paski na rzepkach i goleniach, porastając także wierzchołki ud, rzepek, goleni i nadstopi. Przedni rząd oczu jest odchylony, a tylny wychylony w przód. Nadustek jest wąski. Aparat strydulacyjny zbudowany jest z 32–34 szczecinek. U samców bruzda szczękoczułkowa zaopatrzona jest w 12 większych i 63 mniejsze zęby, zaś u samic w 11 większych i 123 mniejsze. Nogogłaszczki samca charakteryzuje długi, pogrubiony embolus, wyposażony w kile: górny, dolny i krótki, dodatkowy, pomiędzy nimi. Samica ma spermatekę o trapezowatej podstawie i z dwoma małymi, owalnymi płatami przedwierzchołkowymi.
Ptasznik neotropikalny, znany tylko z brazylijskich stanów Roraima, Pará, Rondônia i Mato Grosso. Gatunek agresywny. Zaniepokojony wyczesuje parzące włoski, kąsa lub przybiera postawę odstraszającą z uniesionymi przednimi odnóżami i rozwartymi szczękoczułkami.